# Ménil-en-Xaintois
Ménil-en-Xaintois é uma comuna francesa na região administrativa de Grande Leste, no departamento de Vosges. Estende-se por uma área de 4,23 km². Em 2010 a comuna tinha 151 habitantes (densidade: 35,7 hab./km²).